# Kathedrale von Créteil

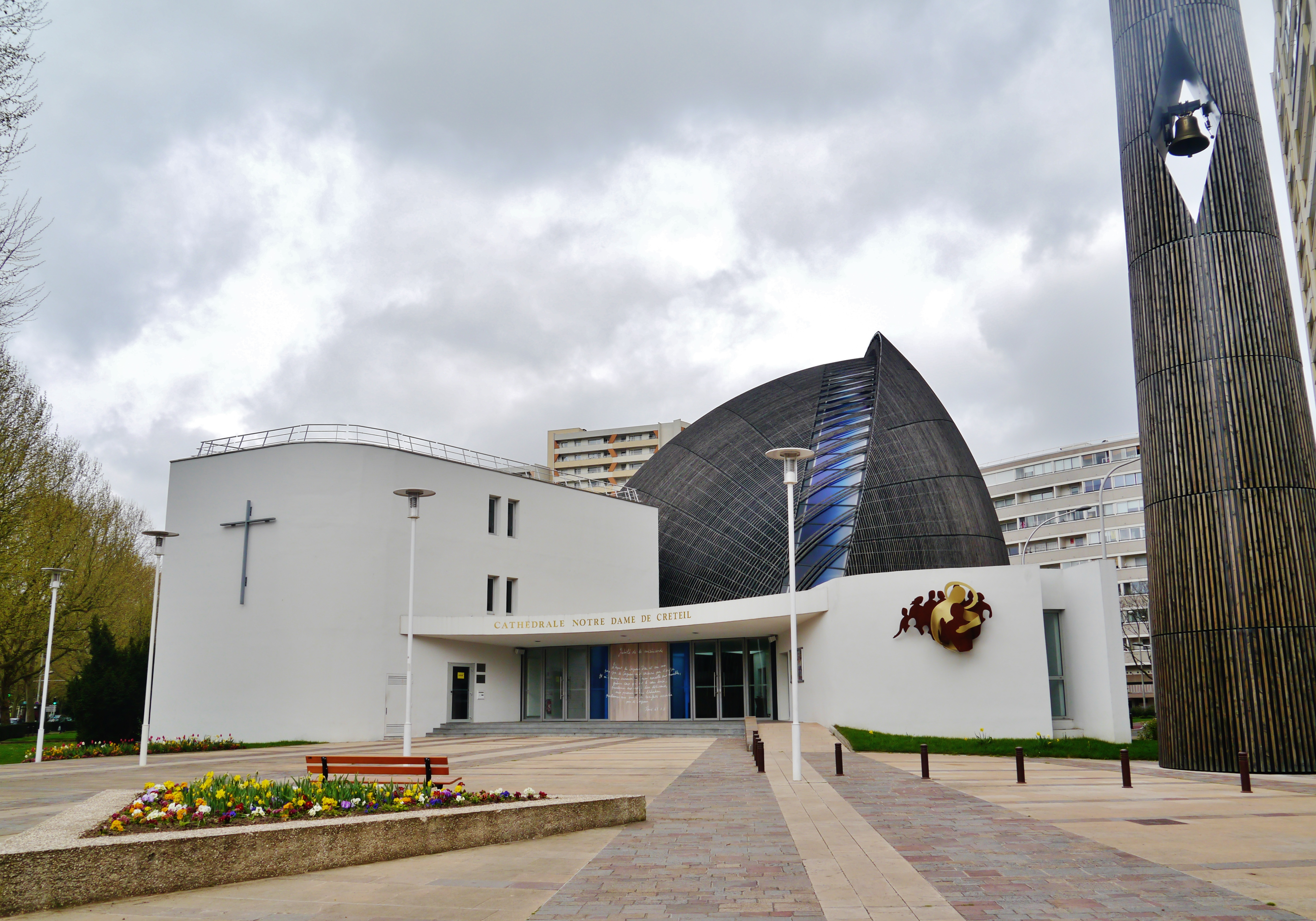
Kathedrale von Créteil

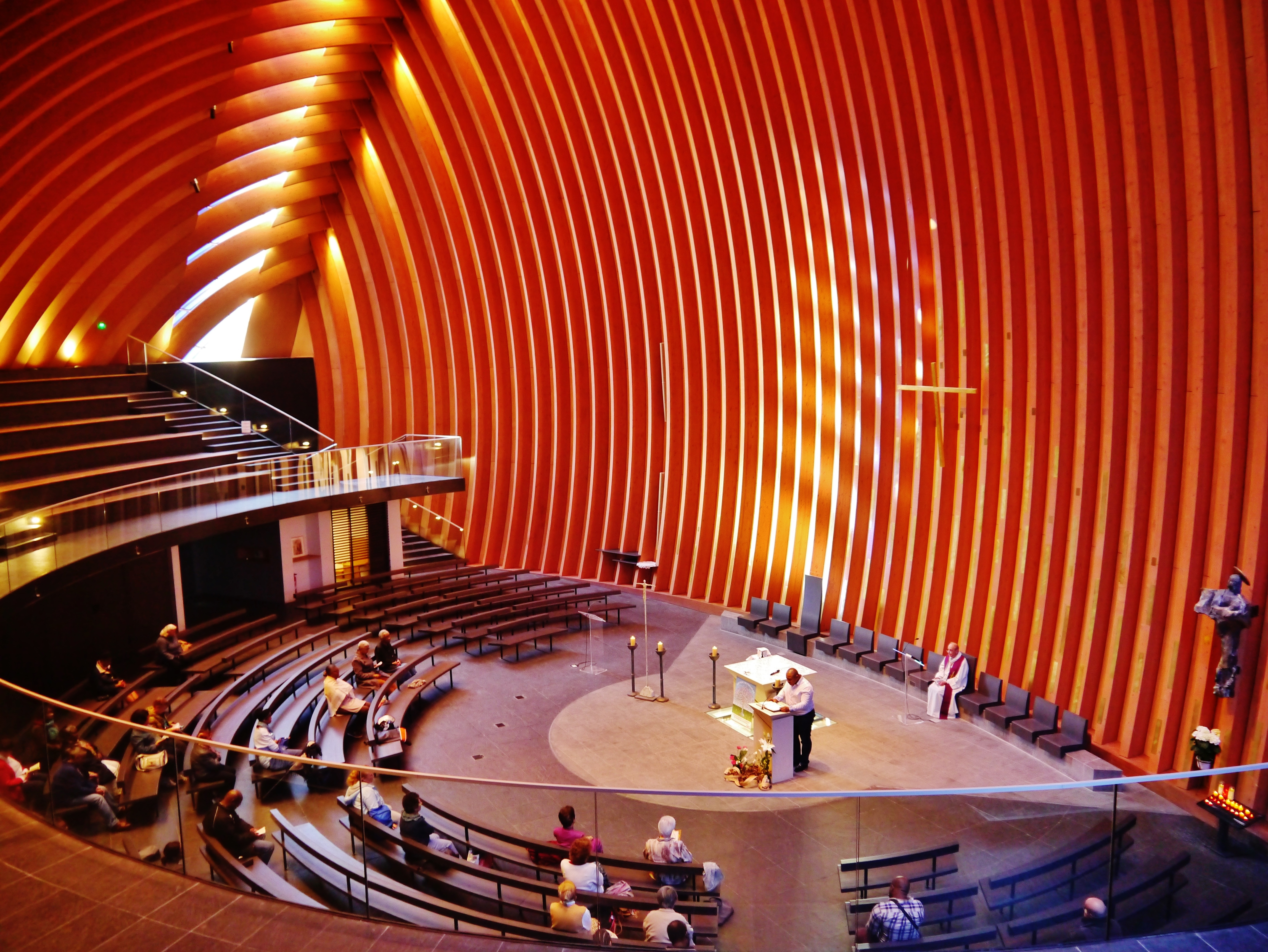
Innenraum der Kathedrale von Créteil

Die Kathedrale von Créteil in der südöstlich von Paris im Département Val-de-Marne gelegenen Vorstadt Créteil ist die Bischofskirche des Bistums Créteil. Der im Jahr 2015 fertiggestellte Bau ist der Gottesmutter Maria (Notre-Dame) geweiht.

## Geschichte
Nach der Errichtung des Bistums Créteil im Jahr 1966 diente zunächst die um die Mitte des 18. Jahrhunderts von Ange-Jacques Gabriel erbaute Kirche Saint-Louis-et-Saint-Nicolas in Choisy-le-Roi als Bischofskirche. Mit dem Bau einer ersten Kathedrale in Créteil wurde im Jahr 1976 begonnen; diese wurde aber erst elf Jahre später geweiht. Im Juni 2010 wurde der Beschluss zu einem Neubau gefasst; dieser wurde am 20. September 2015 vom damaligen Pariser Erzbischof André Vingt-Trois im Beisein des Innenministers Bernard Cazeneuve geweiht.

## Architektur
Der aus Beton, Glas, Metallblechen und gekrümmten Brettschichtholzsparren gefertigte Neubau besteht aus einer niedrigen Eingangshalle mit Flachdach und einem aus zwei halbkugelähnlichen Schalen bestehenden Sakralbau; dessen halbkreisförmige Innenraumgestaltung mit Empore ähnelt einem Theater oder einem Vorlesungssaal. Der freistehende Glockenturm (clocher) mit nur einer Glocke erreicht eine Höhe von 25 m.